# 490 p.n.e.
| [ Edytuj tabelę ] | |
| Władca Chin       | - 520 p.n.e. Jingwang 476 p.n.e.                                                                              |
| Król Kartaginy    | - 510 p.n.e. Hamilkar Magonida 480 p.n.e.                                                                     |
| Król Macedonii    | - 498 p.n.e. Aleksander I 454 p.n.e.                                                                          |
| Władca Persji     | - 522 p.n.e. Dariusz Wielki 486 p.n.e.                                                                        |
| Król Sparty       | - 520 p.n.e. Kleomenes I 490 p.n.e. - 490 p.n.e. Leonidas I 480 p.n.e. - 491 p.n.e. Leotychidas II 469 p.n.e. |
| Król Syngalezów   | - 504 p.n.e. Panduvasdeva 474 p.n.e.                                                                          |

Rok 490 p.n.e.
stulecia: VI wiek p.n.e. ~
V wiek p.n.e. ~
IV wiek p.n.e.

lata: 500 p.n.e. «
494 p.n.e. «
493 p.n.e. «
492 p.n.e. «
491 p.n.e. «
490 p.n.e. »
489 p.n.e. »
488 p.n.e. »
487 p.n.e. »
486 p.n.e. »
480 p.n.e.

## Wydarzenia
- Leonidas I został królem Sparty.
- Persowie zniszczyli Eretrię.
- 12 września – I wojna perska: w bitwie pod Maratonem wojska ateńskie i platejskie pokonały armię króla Persów Dariusza I Wielkiego (data najbardziej prawdopodobna)[1].

## Urodzili się
- Agatarchos – grecki malarz, twórca scenografii do sztuk teatralnych Ajschylosa (data przypuszczalna)

## Zmarli
- Kallimach, archont ateński, zginął w bitwie pod Maratonem